# Лютер (телесериал)
«Лю́тер» (англ. Luther) — британский психологический детективный сериал. Сериал был создан Нилом Кроссом, которого на его создание вдохновил Шерлок Холмс и Коломбо: своими способностями и нестандартным подходом к раскрытию преступления Лютер походит на Холмса, а формат шоу, когда зрители знают, кто преступник, но не знают как его поймают, был взят под влиянием Коломбо.
Премьера первого сезона состоялась на BBC One 4 мая 2010 года. Второй сезон, состоящий из 4 серий, был показан летом 2011 года. Третий сезон вышел в 2013 году, четвёртый — в 2015 году. 
12 июня 2017 года стало известно, что сериал продлён на пятый сезон из четырёх серий, премьера которого состоялась 1 января 2019 года.
10 марта 2023 года на Netflix вышло полнометражное продолжение «Лютера».

## Сюжет
Старший инспектор Джон Лютер работает в лондонской полиции в отделе тяжёлых и серийных преступлений. Лютер обладает выдающимися способностями в раскрытии преступлений, однако из-за своей одержимости работой и сложностей личной жизни сам ходит по краю и нередко совершает противозаконные поступки.
В начале первого сезона Лютер отказывается спасать висящего над пропастью серийного убийцу, после чего его, также переживающего психологический кризис, отстраняют от работы на 7 месяцев. В это время его жена Зои начинает встречаться с Марком Нортом, и вследствие этого требует у Лютера развод. Первым же делом Джона после вынужденного отдыха оказывается убийство родителей профессора астрофизики Элис Морган. Лютер вскоре понимает, что асоциальный вундеркинд Элис спланировала идеальное убийство, и прекращает её преследование. Та пытается испортить жизнь Лютера, но затем их отношения эволюционируют в некую дружбу.
Чуть позже скрытым участником расследуемого Лютером преступления оказывается его коллега Йен Рид. Попытки Рида исправить ситуацию невольно приводят к гибели всех участников дела, после чего он пытается убить узнавшего о его роли Лютера. Стремясь выйти на противника, Рид вламывается к Зои и ненароком убивает её. Он инсценирует преступление как якобы совершённое ревнивым Лютером, на которого начинается полицейская облава. Скрываясь от неё, Лютер прибегает к помощи Элис, Марка и своего молодого напарника Джастина Рипли, которому пособничество стоит карьеры. В итоге полиция понимает, кто на самом деле виновен в убийстве, но Элис без необходимости убивает Рида.
Во втором сезоне Элис оказывается в тюремной лечебнице, откуда сбегает с помощью Лютера, после чего покидает Лондон. Лютер начинает работать в новом отделе, сформированном Мартином Шенком, ранее проводившем внутреннее расследование против Джона. К Лютеру приходит Кэролайн Джонс, вдова преступника, наложившего на себя руки после его ареста Лютером, и просит вытащить её дочь, Дженни, из секс-индустрии. Чувствуя себя обязанным, Лютер справляется с этим, вследствие чего ему приходится защищать Дженни и выполнять противозаконные поручения порнокоролей. Параллельно ему приходится расследовать серийные убийства, совершённые поклонником истории Лондона и близнецами, перенёсшими в реальную жизнь своё соперничество в игре наподобие Manhunt.

## В ролях
= Главная роль в сезоне
     = Второстепенная роль в сезоне
     = Гостевая роль в сезоне
     = Не появляется
| Актёр             | Персонаж                     | Появление в сезонах | Появление в сезонах | Появление в сезонах | Появление в сезонах | Появление в сезонах | Появление в сезонах |
| Актёр             | Персонаж                     | 1                   | 2                   | 3                   | 4                   | 5                   | Эпизоды             |
| ----------------- | ---------------------------- | ------------------- | ------------------- | ------------------- | ------------------- | ------------------- | ------------------- |
| Идрис Эльба       | главный инспектор Джон Лютер | 6                   | 4                   | 4                   | 2                   | 4                   | 20                  |
| Рут Уилсон        | Элис Морган                  | 6                   | 2                   | 1                   |                     | 4                   | 13                  |
| Уоррен Браун      | сержант Джастин Рипли        | 6                   | 4                   | 4                   | 1                   |                     | 15                  |
| Стивен Маккинтош  | старший инспектор Йен Рид    | 6                   |                     |                     |                     |                     | 6                   |
| Индира Варма      | Зои Лютер                    | 6                   |                     |                     |                     |                     | 6                   |
| Пол Маккган       | Марк Норт                    | 6                   | 2                   |                     |                     | 2                   | 10                  |
| Саския Ривз       | старший офицер Роуз Теллер   | 6                   |                     |                     |                     |                     | 6                   |
| Дермот Краули     | старший офицер Мартин Шенк   | 4                   | 4                   | 4                   | 2                   | 4                   | 18                  |
| Никки Амука-Бёрд  | старший инспектор Эрин Грей  |                     | 4                   | 4                   |                     |                     | 8                   |
| Эйми-Фион Эдвардс | Дженни Джонс                 |                     | 4                   |                     |                     |                     | 4                   |
| Кирстон Уэринг    | Кэролайн Джонс               |                     | 4                   |                     |                     |                     | 4                   |
| Пэм Феррис        | Баба                         |                     | 2                   |                     |                     |                     | 2                   |
| Дэвид Доусон      | Тоби Кент                    |                     | 3                   |                     |                     |                     | 3                   |
| Сиенна Гиллори    | Мэри Дей                     |                     |                     | 4                   |                     |                     | 4                   |
| Дэвид О’Хара      | старший офицер Джордж Старк  |                     |                     | 4                   |                     |                     | 4                   |
| Майкл Смайли      | Бенни Сильвер                | 3                   | 4                   | 4                   | 2                   | 4                   | 17                  |
| Даррен Бойд       | старший инспектор Тео Блум   |                     |                     |                     | 1                   |                     | 1                   |
| Роуз Лесли        | сержант Эмма Лейн            |                     |                     |                     | 2                   |                     | 2                   |
| Лора Хэддок       | Меган Кантор                 |                     |                     |                     | 2                   |                     | 2                   |
| Патрик Малахайд   | Джордж Корнелиус             |                     |                     |                     | 2                   | 4                   | 6                   |
| Вунми Мосаку      | сержант Кэтрин Халлидей      |                     |                     |                     |                     | 4                   | 4                   |
| Энцо Чиленти      | доктор Джереми Лейк          |                     |                     |                     |                     | 4                   | 4                   |
| Гермиона Норрис   | доктор Вивиан Лейк           |                     |                     |                     |                     | 4                   | 4                   |
| Всего эпизодов    | Всего эпизодов               | 6                   | 4                   | 4                   | 2                   | 4                   | 20                  |

## Эпизоды
| Сезон | Сезон | Эпизоды | Оригинальная дата показа | Оригинальная дата показа |
| Сезон | Сезон | Эпизоды | Премьера сезона          | Финал сезона             |
| ----- | ----- | ------- | ------------------------ | ------------------------ |
|       | 1     | 6       | 4 мая 2010               | 8 июня 2010              |
|       | 2     | 4       | 14 июня 2011             | 5 июля 2011              |
|       | 3     | 4       | 2 июля 2013              | 23 июля 2013             |
|       | 4     | 2       | 15 декабря 2015          | 22 декабря 2015          |
|       | 5     | 4       | 1 января 2019            | 4 января 2019            |

## Международный показ
Премьера первого сезона в Австралии на канале ABC1 прошла 15 октября 2010 года, а в США на канале BBC America двумя днями позже. В России премьера сериала состоялась 7 сентября 2015 года на телеканале «Перец».

## Премии и номинации
| Год  | Премия            | Номинация                                                                       | Номинант    | Результат |
| ---- | ----------------- | ------------------------------------------------------------------------------- | ----------- | --------- |
| 2011 | NAACP Image Award | Лучший сериал, мини-сериал или драматический сериал                             |             | Номинация |
| 2011 | NAACP Image Award | Лучший актёр телесериала, мини-сериала или драматического сериала               | Идрис Эльба | Победа    |
| 2011 | Золотой глобус    | Лучшая мужская роль — мини-сериал или телефильм                                 | Идрис Эльба | Номинация |
| 2011 | Эмми              | Лучшая мужская роль — мини-сериал или фильме                                    | Идрис Эльба | Номинация |
| 2012 | Золотой глобус    | Лучшая мужская роль — мини-сериал или телефильм                                 | Идрис Эльба | Победа    |
| 2012 | Эмми              | Лучшая мужская роль — мини-сериал или фильме                                    | Идрис Эльба | Номинация |
| 2012 | Эмми              | Лучший мини-сериал или телевизионный фильм                                      |             | Номинация |
| 2012 | Эмми              | Лучшая режиссура мини-сериала, телевизионного фильма или драматического сериала | Сэм Миллер  | Номинация |
| 2012 | Эмми              | Лучший сценарий мини-сериала, телевизионного фильма или драматического сериала  | Нил Кросс   | Номинация |